# Tan-csu
Tan-csu (Danzhu) legendás személy a Kína történeti korszakát megelőző, öt császár korában. Jao (Yao) császár fia, aki méltatlannak bizonyult a trónra.

## Alakja
Tan-csu (Danzhu) a Sárga Császár egyenesági leszármazottja, annak idősebbik fia, Sao-hao (Shaohao) révén, aki apja Jao (Yao) császár dédapja volt. A konfuciánus történetírói hagyományban a tökéletes erényű és bölcs uralkodó, Jao (Yao) tíz fia közül a legidősebb elbizakodottsága és az idősek iránti tiszteletlensége miatt, nem örökölhette meg a trónt. Az apja őhelyette az erényes, és minden körülmények között tisztességes és tisztelettudó, Sun (Shun)t szemeltek ki örököséül, akihez két lányát, Tan-csu (Danzhu) testvéreit O-huang (Ehuang)ot és Nü-jing (Nüying)et is férjhez adta.
Tan-csu (Danzhu) nevét, melynek jelentése: „cinóbervörös”, azzal a Tan-jüan (Danyuan) 丹渊 („Cinóber-forrás”) nevű helyből származtatják, ahol Jao (Yao) császár állítólag kiadta a jussát.
Csang Hua (Zhang Hua) 張華 (265-420) a Po-vu cse (Bowu zhi) 《博物志》 című művében azt írja, hogy Jao (Yao) császár megtanította fiának a „bekerítős sakkot” (vej-cse (weiqi) 圍棋) játszani, hogy ezáltal is a helyes irányba terelgesse.
A történeti források egymásnak ellentmondóan számolna be az életéről. Van olyan változat, amely szerint megpróbálta megölni az apját, amiért kivégezték vagy száműzték. Olyan változat is van, amelyik azt mondja, hogy apja birtokokat adományozott neki cserébe, amiért megtagadta tőle a trónt. A Hegyek és vizek könyve pedig „császár” (ti (di) 帝) titulussal együtt szerepelteti a nevét. A Bambusz-évkönyvek pedig úgy tudja, hogy az apjától kapott Tan-suj (Danshui) 丹渊 („Cinóbervíz”, ami a Tan-jüan (Danyuan) 丹渊 másik neve) nevű területen 58 évig uralkodott. Sőt, Jao (Yao) császár halála után erőszakkal meg akarta szerezni Sun (Shun)tól a trónt, de nem járt sikerrel.
A történetírói hagyományban, általában a hasonló sorsú unokaöccsével, Sang-csün (Shangjun)nel együtt emlegetik a nevét, aki Sun (Shun) császár fia volt, ám rossz erkölcsei miatt, apja nem neki, hanem Nagy Jü (Yu)nek engedte át a trónját.